# Wet van de 22ste Prairial
De Wet van 22 prairial jaar II betreffende het Revolutionair Tribunaal, aangenomen door de Nationale Conventie op 10 juni 1794, was een hoogtepunt van de Terreur tijdens de Franse Revolutie en ook de aanleiding voor de Thermidoriaanse Reactie die Robespierre ten val bracht. In het Frans heet hij ook wel Loi de la grande terreur. 
De indiener van de wet was Georges Auguste Couthon, vermoedelijk met een tekst geschreven door Robespierre. Hij hield onder andere in dat de vervolging van verdachten door het Comité de salut public en de procesvoering voor Revolutionair Tribunaal op verontrustende wijze werden vereenvoudigd. De bevoegdheden van het Revolutionair Tribunaal werden uitgebreid, de rechten van verdediging werden beperkt. Alles stond in het teken van snelrecht. Ook deed met de Wet van 22 prairial de politieke categorie van "volksvijand" haar intrede in het recht. Het misdrijf kende slechts één strafmaat: wie niet werd vrijgesproken, ging naar de guillotine. Weliswaar functioneerden naast het Revolutionair Tribunaal ook Volkscommissies die opsluitingen en deportaties konden uitspreken.
De Prairialwet moedigde burgers aan tot spionage en maakte verklikking verplicht:
Iedere burger is gemachtigd samenzweerders en contrarevolutionairen te arresteren en bij de magistraten aan te brengen. Burgers zijn verplicht hen [samenzweerders en contrarevolutionairen] aan te geven, zodra zij op de hoogte zijn van hun contrarevolutionaire gezindheid en/of activiteiten.
Onder deze wet werd het mogelijk dat mensen onder de guillotine terechtkwamen vanwege een uitspraak als De natie kan me geen reet schelen; vanwege het maken van zure wijn; vanwege het omzagen van een vrijheidsboom; of gewoon onder de noemer diverse samenzweringen. 
Anderhalve maand na het aannemen van de Wet van 22 prairial maakte de Thermidoriaanse Reactie een einde aan de macht en aan het leven van Robespierre. De wet werd op 1 augustus 1794 opgeheven, maar andere uitzonderingsmaatregelen, zoals de Verdachtenwet, bleven bestaan.

## Bron
- Ruth Scurr, Fatale Zuiverheid, De Bezige Bij, Amsterdam, 2006.